# Neobythites purus
Neobythites purus är en fiskart som beskrevs av Smith och Radcliffe, 1913. Neobythites purus ingår i släktet Neobythites och familjen Ophidiidae. Inga underarter finns listade i Catalogue of Life.